# Oto Nemsadze
Oto Nemsadze (Gori, 19 de junho de 1989) é um cantor georgiano. Ele representará o seu país no Festival Eurovisão da Canção 2019 com a música Sul tsin iare. Ele venceu o ídolo georgiano em 3 de março .  Nemsadze é mais conhecido por ganhar a quinta temporada de Geostar em 2010. Ele já participou na terceira temporada de The Voice of Ukraine, terminando em segundo. Em 2017, ele participou na seleção georgiana para o Eurovisão com a banda Limbo. A sua música "Dear God" terminou em 10º com 60 pontos.